# Онесикрит
Онесикрит из Астипалеје (грч. Ονησικριτος; око 360. п. н. е. — око 290. п. н. е.) је био ученик киника Диогена. Учествовао је у Александровом походу на Индију, најпре као кормилар у његовој морнарици, а потом и у Неарховој експедицији. Убрзо након Александрове смрти, Онесикрит је, попут још неких Александрових официра, написао Александрову историју.
У том сада изгубљеном делу Онесикрит је хтео да Александра представи као у киничком смислу васпитаног владара, односно да прикаже његову „философску“ природу и да га прослави као човека који је ширио културу. Онесикрит је свом делу дао онај педагошко-политички карактер, који је претходно Ксенофон дао свом делу Кирово васпитање (в. Д. Лаертије 6, 84).
Онесикритово дело је исто тако било сродно Калистеновом, а различито од Птолемејевог и Аристобуловог, јер је у њему много простора било посвећено фантастично-авантуристичким епизодама, што му је донело надимак „Лажљиви“. У те легендарне детаље спада пре свега онај о Александровој великој заинтересованости за индијске брамане, који су код Грка били познати и као гимнософисти, као и детаљ о Александровој посети њима приликом боравка у Индији.
Ову Онесикритову причу су затим пренели многи антички писци, а потоње бројне верзије Живота Александровог су је учиниле врло популарном, да би се коначно појавио и самостални мотив филозофско-аскетског живота гимнософиста уопште, независно од Александровог сусрета са њима, на тај начин поставши ништа мање раширен у античкој литератури.
Налазимо га како у етнографско-историографским текстовима о Далеком истоку (Страбон), тако и у биографији, роману и теозофској књижевности (Порфирије), а нарочито је широко развијен у иначе распричаним Филостратовим Повестима о Аполонију из Тијане (но ту се полазишна прича изродила у своју супротност, јер је Аполоније у Индији сазнао да Александар никада није дошао у контакт са браманима због велике забачености и изолованости у којој они живе — в. 2, 23).
Код Лукијана су гимнософисти — који су и иначе у сатиричарској литератури антике извргавани подсмеху због сумњивог и бесциљног аскетизма — постали погодан предмет за сатиру на рачун филозофско-религијског догматизма и фанатизма, уз ликове филозофских и верских учитеља попут Перегрина; своју познату сатиру Гозба или Лапити завршио је описом туче којом је окончан пир гимнософиста позваних на једно венчање.